# Guido Grabow
Guido Grabow (ur. 7 października 1959 w Opladen) – niemiecki wioślarz. Brązowy medalista olimpijski z Seulu.
Reprezentował barwy RFN. Zawody w 1988 były jego drugimi igrzyskami olimpijskimi, debiutował w 1984. Brązowy medal zdobył w czwórce bez sternika. Osadę tworzyli ponadto Norbert Keßlau, jego brat Volker Grabow i Jörg Puttlitz. W 1983 i 1985 był mistrzem świata w tej konkurencji, w 1986 sięgnął po srebro.